# Jurament de Radulf Oriol
El Jurament de Radulf Oriol és el jurament feudal de fidelitat de Radulf Oriol a Ramon IV de Pallars Jussà, escrit entre el 1028 i el 1047 a la Terreta de Ribagorça, concretament en algun lloc entre Orrit (Pallars Jussà) i Areny de Noguera (Ribagorça). El 2023, un estudi de Jesús Alturo i Tània Alaix i Gimbert ha determinat que aquest jurament és d'entorn de l'any 1045 i, possiblement escrit per Isnard, abat de Santa Maria d'Alaó.
Es tracta d'un pergamí de 10 x 11 cm original que conté un text breu, molt arromançat, en què conviuen el català i el llatí. Les parts més formulàries, l'encapçalament i el final, estan escrites en llatí, i la resta està escrit en un català molt arcaic i en alguns aspectes molt llatinitzat, que exemplifica l'avenç del català en l'escriptura, un camp fins aquell moment exclusiu del llatí. Alguns dels aspectes remarcables d'aquest document són característics d'aquell període històric, com el gran nombre d'antropònims d'origen germànic. La mateixa persona que va localitzar les Homilies d'Organyà entre el 1904 i el 1908, Joaquim Miret i Sans, va trobar «documents tan importants o més però, en canvi, aquells no van tenir tanta difusió», segons Joan Antoni Rabella de l'IEC.
Es conserva a l'Arxiu de la Corona d'Aragó, a la secció de Cancelleria Reial com a pergamí 119 de l'època de Ramon Borrell, tot i que el manuscrit seria realment una mica posterior, dels anys de Berenguer Ramon I o Ramon Berenguer I. També està copiat en el Liber Feudorum Maior.

## El text
Es troben algunes petites variacions en la transcripció segons les fonts.
| «                                                                                                  | Iuro ego, Radolf Oriol, filium Mirabile, a(d) te, Ragimundo, chomite, filium Ermetructe, et a te Ermesende, chomitissa, filiam Gilga, de ipssos chastellos de Aringo et de Oriti; go fideles vos ende seré; go no llos vos devetaré, ni devetaré no llos vos faré. Et si de Giriperto, meum seniore menus [e]venerit per morte, go a vós ende atenderé sine lóchoro che non vos ende de demandaré. Quamu (o: Quomu?) aci est scriptu et omo ligere hic pote, sí vos ate[n]ré (escrit: 'atere') et sí vos atenderé per directa fidem sine vestro (vostro?) enchanno. Per Deum et sanctis suis. | Juro jo, Radulf Oriol, fill de Mirabile, a tu Ramon, comte [de Pallars Jussà], fill d'Ermetruit, i a tu Ermessenda, comtessa, filla de Guilla. Dels castells d'Areny [de Noguera] i d'Orrit, jo us en seré fidel; jo no us els denegaré ni us els faré denegar. I, si Gibert, senyor meu, ve a menys per mort, jo us atendré [segons les obligacions feudals] sense llogre, que no us en demanaré. Com ací és escrit i hom hi pot llegir, us atendré per dreta fe [fidelitat] sense enganyar-vos, per Déu i pels seus sants. | » |
| — Arxiu de la Corona d'Aragó (Liber Feudorum Maior, Reial Cancelleria, pergamí Ramon Borrell, 119) | | |   |